# Creed of Love
Creed of Love è un album live degli It's a Beautiful Day, pubblicato dalla Strawberry Records nel 1998. Il disco fu registrato dal vivo il 1º luglio 1971 al Fillmore West di San Francisco, California (Stati Uniti).

## Tracce
1. Creed of Love – 4:27
2. Good Lovin' – 5:45
3. Imagine – 4:45
4. White Bird – 8:44
5. Don & Dewey – 8:34
6. Wasted Union – 11:41
7. Bulgaria – 7:12
8. Time Is – 10:47

## Musicisti
- David LaFlamme - voce, violino
- Pattie Santos - voce, percussioni
- Fred Webb - tastiere, voce
- Hal Wagenet - chitarra
- Bill Gregory - chitarra
- Tom Fowler - basso
- Val Fuentes - batteria, voce